# قرار مجلس الأمن التابع للأمم المتحدة رقم 1249
قرار مجلس الأمن التابع للأمم المتحدة رقم 1249، المعتمد في 25 حزيران / يونيو 1999، بعد دراسة طلب جمهورية ناورو للانضمام إلى عضوية الأمم المتحدة، أوصى المجلس الجمعية العامة بقبول ناورو، وبذلك يصل مجموع أعضاء الأمم المتحدة إلى 187 .
تم تبني القرار 1249 بأغلبية 14 صوتًا وامتنعت الصين عن التصويت التي قالت إنها لا تستطيع دعم التوصية (بسبب العلاقات الدبلوماسية الوثيقة بين ناورو وتايوان) لكنها لن تستخدم حق النقض لصالح شعبي البلدين.

## روابط خارجية
- نص القرار في undocs.org